# Castelo Dunduff

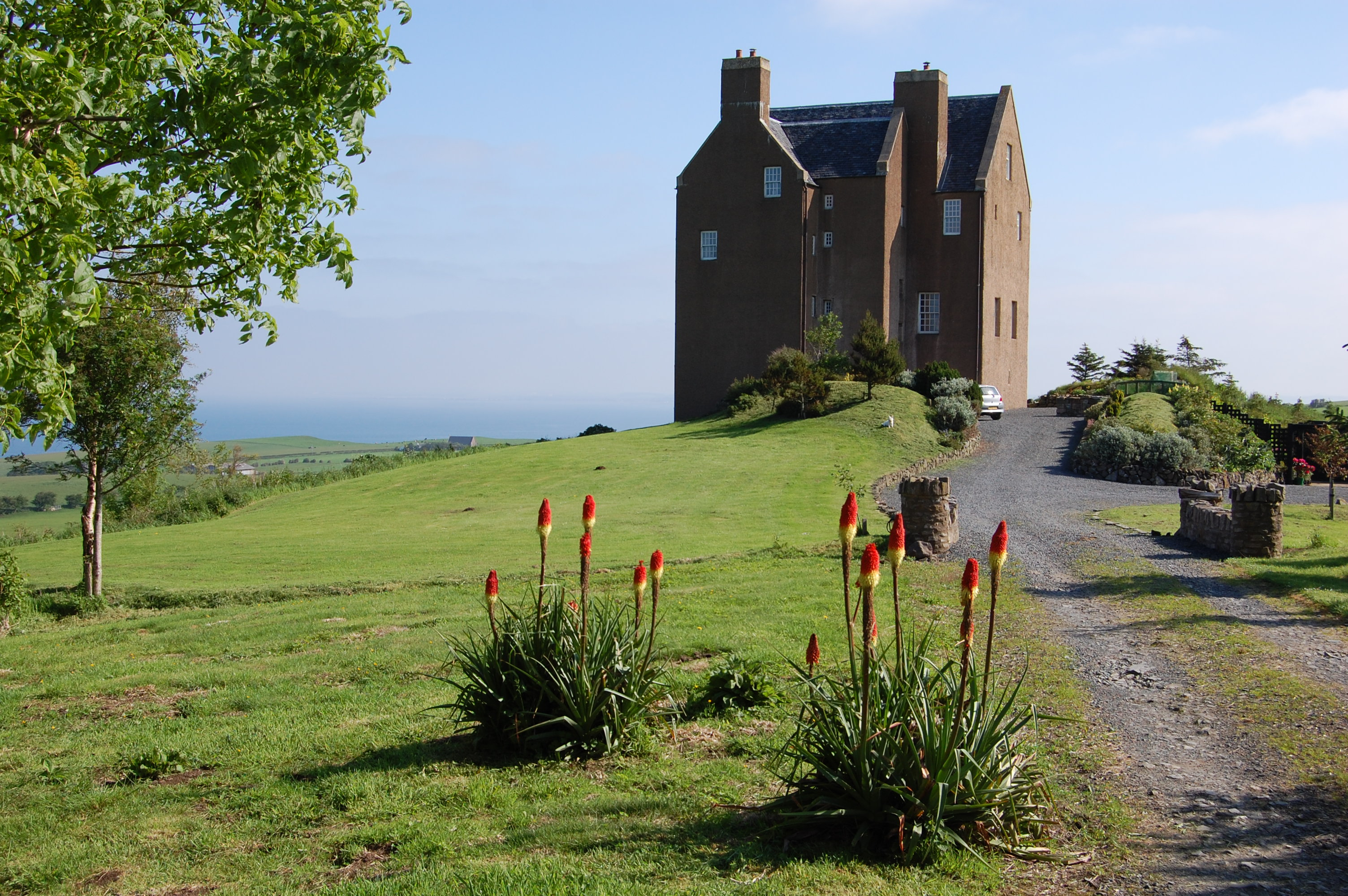
Castelo Dunduff, Escócia.

O Castelo Dunduff (em inglês:  Dunduff Castle) é um castelo localizado em Maybole, South Ayrshire, Escócia.

## História
As janelas e portas são rectilíneas com linteis e jambas, sendo que estes tipos de construções sugiram que o castelo seja do final do século XVI ou início do século XVII.
Encontra-se classificado na categoria "B" do "listed building" desde 14 de abril de 1971.